# Marijke Miessen
Marijke Miessen (Amsterdam, 17 februari 1953 – aldaar, 19 oktober 2021) was een Nederlands blokfluitiste.
Miessen studeerde blokfluit aan het Conservatorium van Amsterdam, onder meer bij Frans Brüggen. In 1977 voltooide zij haar opleiding cum laude. Van 1978 tot 1993 doceerde Miessen hoofdvak blokfluit aan het Conservatorium van Amsterdam. Ze gaf voorts op talrijke plaatsen in Europa cursussen en masterclasses, en daarnaast was zij gastdocente aan de Schola Cantorum Basiliensis.
Miessen was met name uitvoerend musicus. Haar repertoire omvatte zowel twintigste-eeuwse composities, als muziek uit de Middeleeuwen, de renaissance en de barok. Miessen trad in binnen- en buitenland op en heeft een aantal cd's op haar naam staan, onder andere met Bob van Asperen, Anner Bylsma, Wouter Möller, Glen Wilson en Pieter Wispelwey. Een deel van de opnamen verscheen op haar eigen label Teknon.

## Discografie (selectie)
- 12 Sonates 1734 (Telemann; wereldpremière)
- French Music 18th century
- Dutch and Italian Music 17th century